# Episodi di Mystery Science Theater 3000 (prima stagione)
La prima stagione della serie televisiva Mystery Science Theater 3000 è stata trasmessa in anteprima negli Stati Uniti d'America dalla KTMA-TV tra il 24 novembre 1988 e il 28 maggio 1989.
| nº | Titolo originale                   | Titolo italiano | Prima TV USA     | Prima TV Italia |
| -- | ---------------------------------- | --------------- | ---------------- | --------------- |
| 0  | The Green Slime                    |                 | inedito          |                 |
| 1  | Invaders from the Deep             |                 | 24 novembre 1988 |                 |
| 2  | Revenge of the Mysterons from Mars |                 | 24 novembre 1988 |                 |
| 3  | Star Force: Fugitive Alien II      |                 | 27 novembre 1988 |                 |
| 4  | Gamera vs. Barugon                 |                 | 4 dicembre 1988  |                 |
| 5  | Gamera                             |                 | 11 dicembre 1988 |                 |
| 6  | Gamera vs. Gaos                    |                 | 18 dicembre 1988 |                 |
| 7  | Gamera vs. Zigra                   |                 | 31 dicembre 1988 |                 |
| 8  | Gamera vs. Guiron                  |                 | 8 gennaio 1989   |                 |
| 9  | Phase IV                           |                 | 15 gennaio 1989  |                 |
| 10 | Cosmic Princess                    |                 | 22 gennaio 1989  |                 |
| 11 | Humanoid Woman                     |                 | 29 gennaio 1989  |                 |
| 12 | Fugitive Alien                     |                 | 5 febbraio 1989  |                 |
| 13 | SST: Death Flight                  |                 | 19 febbraio 1989 |                 |
| 14 | Mighty Jack                        |                 | 5 marzo 1989     |                 |
| 15 | Superdome                          |                 | 12 marzo 1989    |                 |
| 16 | City on Fire                       |                 | 19 marzo 1989    |                 |
| 17 | Time of the Apes                   |                 | 2 aprile 1989    |                 |
| 18 | The Million Eyes of Sumuru         |                 | 7 maggio 1989    |                 |
| 19 | Hangar 18                          |                 | 14 maggio 1989   |                 |
| 20 | The Last Chase                     |                 | 21 maggio 1989   |                 |
| 21 | The Legend of Dinosaurs            |                 | 28 maggio 1989   |                 |